# Opopaea conujaingensis
Espèce
Synonymes
- Epectris conujaingensis Xu, 1986
- Epectris guniujiangensis Song, Zhu & Chen, 1999

Opopaea conujaingensis est une espèce d'araignées aranéomorphes de la famille des Oonopidae.

## Distribution
Cette espèce est endémique du Anhui en Chine,.

## Description
Les mâles mesurent de 1,74 à 1,82 mm et les femelles de 1,76 à 1,82 mm.

## Étymologie
Son nom d'espèce, composé de conujaingensis et du suffixe latin -ensis, « qui vit dans, qui habite », lui a été donné en référence au lieu de sa découverte, la réserve naturelle de Conujaing ou réserve naturelle de Guniujiang.

## Publication originale
- Xu, 1986 : Two new species of oonopid spiders from China (Araneae: Oonopidae). Acta Zootaxonomica Sinica, vol. 11, no 3, p. 270-273.